# Milan Schwuger
Milan Johann Schwuger (* 1938 in Pančevo) ist ein deutscher Chemiker. Er erfand bei der Henkel KGaA mit Heinz-Gerd Smolka (1940–2019) Anfang der 1970er Jahre die ersten phosphatfreien Waschmittel.
Schwuger studierte Chemie an der RWTH Aachen und wurde 1966 bei Werner Peters in Physikalischer Chemie promoviert.  1966 trat er bei der Firma Henkel in die Abteilung Physikalische Chemie ein, die er ab 1977 leitete. 1984 habilitierte er sich in Düsseldorf und wurde 1989 Ordentlicher Professor für Angewandte Physikalische Chemie an der Universität Düsseldorf. 1989 wurde er auch als Direktor an das Institut für Angewandte Physikalische Chemie am Forschungszentrum Jülich berufen, wo er bis zur Emeritierung 2003 tätig war.
Wegen der Umweltbelastung der als Wasserenthärter in Waschmitteln eingesetzten Phosphate (Algenblüte und Umkippen in Seen u. a.) suchte man bei Henkel ab 1966 Ersatzstoffe, und Schwuger fand sie 1972 in Form von Zeolith A (ein Natrium-Aluminium-Silikat) und entwickelte es mit Heinz-Gerd Smolka zur Marktreife. 1973 wurde Zeolith A zum Patent angemeldet. Es kam 1977 als Prodixan auf den Markt (damals noch mit leichtem Gelbstich). Phosphatfreie Waschmittel verdrängten in Deutschland auch dank Gesetzen von 1975 (Gesetz über die Umweltverträglichkeit von Wasch- und Reinigungsmitteln) und 1980 (Phosphathöchstmengen-Verordnung, ab 1984 auf 20 % begrenzt) am Ende alle phosphathaltigen Waschmittel.
1979 wurde Schwuger der Theodor-Steinkopff-Preis der Kolloid-Gesellschaft verliehen. Für sein Lebenswerk wurde er 2001 mit dem Thomas-Graham-Preis der Kolloid-Gesellschaft geehrt. 1995 wurde ihm das Ehrendoktorat des Clarkson College in Potsdam (New York) verliehen. 2001 erhielt er die Ehren-Medaille der Universidad Católica de Chile. 1991 bis 1999 war er Vorsitzender der Kolloid-Gesellschaft.
Er verfasste 173 wissenschaftliche Veröffentlichungen, 23 Buchbeiträge und meldete 73 Patente an.